# Al Jadid, Libya
Al Jadid hay El-Gedid (tiếng Ả Rập: الجديد) là một đô thị ốc đảo tại sa mạc Sahara nằm ở vùng Fezzan phía tây nam Libya. Đô thị nằm cách thủ đô Tripoli 657 km (408 dặm) và phía nam, và cách trung tâm địa lý Libya 346 km về phía tây bắc.